# Lycée international Charles-de-Gaulle
Pour les articles homonymes, voir Lycée Charles-de-Gaulle.
Le lycée international Charles-de-Gaulle (anciennement lycée européen Charles-de-Gaulle) est un lycée d'enseignement général situé à Dijon, dans le département de la Côte-d'Or, en Bourgogne-Franche-Comté. Il fait partie des dix lycées à vocation internationale français. Le lycée propose plusieurs sections européennes, une option internationale du baccalauréat (BFI) britannique, et la section binationale ABIBAC qui permet d'obtenir un double diplôme français et  allemand.

## Histoire
Le lycée Charles de Gaulle a été inauguré en 1990 .

## Organisation du lycée et spécialités proposées
Le lycée propose notamment une préparation intensive aux concours d'accès aux instituts d'études politiques. Dans le cadre de la réforme des lycées, l'établissement propose les spécialités suivantes :
- arts (danse) ;
- humanités, littérature et philosophie ;
- histoire-géographie, géopolitique et sciences politiques ;
- langues, littératures et cultures étrangères ou régionale ;
- mathématiques ;
- physique-chimie ;
- sciences économiques et sociales ;
- sciences de la vie et de la terre ;
- ECLA (enseignement conjoint des langues anciennes) : latin et grec.

### Sections européennes et internationales
- sections européennes allemande, anglaise et espagnole ;
- section internationale britannique ;
- section binationale franco-allemande Abibac, incluant un partenariat avec le lycée de Trèves.

### Internat
L'internat est situé au sein même de l'établissement et il peut accueillir plus de 150 élèves.

## Classement du lycée
En 2024, le lycée se classe 4e sur 19 au niveau départemental quant à la qualité d'enseignement, et 563e au niveau national. Ce classement s'établit sur trois critères : le taux de réussite au bac, la proportion d'élèves de première qui obtient le baccalauréat en ayant fait les deux dernières années de leur scolarité dans l'établissement, et la valeur ajoutée (calculée à partir de l'origine sociale des élèves, de leur âge et de leurs résultats au diplôme national du brevet).

## Échanges internationaux
Le lycée participe à de nombreux programmes internationaux comme Comenius. De nombreux pays sont concernés tels que le Danemark, l'Égypte, la Norvège, la Corée du Sud, la Russie, la Pologne et la Finlande.

### Accueil de lycéens polonais
Depuis 1993, à l'initiative notamment d'Anna Nawrocki, maître de conférences à l'université de Bourgogne qui a initié avec le concours du Consulat général de France à Cracovie et les autorités locales concernées le « Concours de Bourgogne » destiné aux lycées polonais, des lycéens de la voïvodie de Cracovie (devenue en 1998 Voïvodie de Petite-Pologne) sont accueillis chaque année au lycée dans le cadre d'un accord entre le voïvode de Cracovie et le président de la Région Bourgogne pour y préparer en trois ans le baccalauréat,. Cet accord a été élargi à la voïvodie d'Opole. Les élèves concernés profitent d'un internat. La diminution des financements publics rend problématique la poursuite du projet depuis 2014. Une partie des diplômés entreprend des études supérieures en France, par exemple à l'Université de Bourgogne, au campus de Dijon de Sciences Po Paris ou dans des classes préparatoires aux grandes écoles

### Autres formes d'accueil de lycéens étrangers
Outre l'accueil régulier d'élèves polonais sur financement des collectivités territoriales concernées jusqu’en 2014, le lycée offre différentes formes d'accueil de lycéens :
- dans le cadre du programme « Un an en France »[14],[15] ;
- dans le cadre des sections européennes ;
- accueil ponctuel d'élèves à la demande des parents.

## Association sportive
L'association sportive du lycée Charles-de-Gaulle propose différentes activités tel que le badminton, le basketball, le volleyball, l'art du cirque, le running et la danse (dont les équipes ont été qualifiées plusieurs fois pour les championnats de France[réf. nécessaire]).